# The Perfection
The Perfection è un film del 2018 diretto da Richard Shepard.
L'opera è stata presentata in anteprima mondiale il 20 settembre 2018 al Fantastic Fest per poi uscire su Netflix, il 24 maggio 2019.

## Trama
Charlotte Willmore è una giovane violoncellista di talento che è stata costretta a lasciare l'accademia Bachoff, una prestigiosa scuola di musica a Boston, per prendersi cura della madre malata terminale. Dopo la morte della madre, circa un decennio dopo dal suo allontanamento, Charlotte si reca a Shanghai per unirsi ad Anton, il responsabile dell'accademia, a sua moglie Paloma e agli insegnanti (Geoffrey e Theis) per la scelta di un nuovo studente. Charlotte fa amicizia con Lizzie, l'allieva principale di Anton che l'ha sostituita alla Bachoff. Dopo una sonata insieme e una notte passata in un night club a ballare tra le due scoppia una passione travolgente quindi tornano nella camera d'albergo di Lizzie dove fanno l'amore.
Quando Lizzie si sveglia con i postumi della sbornia Charlotte le offre dell'ibuprofene che prende con un sorso di alcol per poi, approfittando delle sue vacanze, partire all'avventura insieme per un viaggio attraverso la Cina rurale. Una volta arrivati all'autobus Lizzie non si sente molto bene ma decide comunque di partire per il viaggio; ma dopo un tempo non precisato le sue condizioni continuano a peggiorare portandola a prendere dell'ulteriore ibuprofene da Charlotte. Nonostante tutto le condizioni di Lizzie stanno diventando sempre più critiche e ciò le fa perdere il contegno. A causa di ciò gli altri passeggeri della vettura e l'autista vengono presi dal panico fino a quando quest'ultimo decide di cacciare lei e Charlotte dall'autobus (in mezzo al nulla). Sempre più malata e paranoica Lizzie vede degli insetti che le strisciavano all'interno del braccio fino alla loro fuoriuscita fin quando Charlotte le offre una mannaia per amputare la mano infetta; cosa che Lizzie decide immediatamente di fare.
In un flashback viene rivelato che Charlotte drogò Lizzie con i farmaci (sostituiti all'ibuprofene) prescritti alla sua defunta madre i quali possono indurre allucinazioni (specialmente se consumati con alcool), il fatto che abbia rubato la mannaia da una bancarella e di come abbia manipolato Lizzie affinché si tagliasse la mano.
Tre settimane dopo, Anton e Paloma offrono alla loro nuova studentessa cinese, Zhang Li, un tour della Bachoff e della sua "Cappella", una stanza acusticamente perfetta dove si esibiscono i migliori studenti dell'Accademia. Quella notte Lizzie arriva, inaspettatamente, all'istituto senza la sua mano destra e, una volta accolta, descrive il proprio ricordo degli eventi ad Anton e Paloma spiegandogli anche come, dopo quegli avvenimenti, fu ritrovata incosciente sul lato della strada con un laccio emostatico intorno al braccio che la manteneva in vita. Lizzie, in tutto il suo racconto, è irremovibile sull'idea che Charlotte abbia orchestrato apposta l'incidente per gelosia. Anton si dimostra inizialmente comprensivo e benevolo per la sua situazione ma diventa estremamente freddo e contrariato quando Lizzie pretende di restare nell'istituto, anche solo in veste d'insegnante, dato che sia lui che Paloma, invece, avevano già deciso di trovarle una sistemazione al di fuori dell'accademia (anche a loro spese). Mentre sta per uscire dall'istituto Lizzie guarda le foto presenti nella hall e distrugge una foto incorniciata di Charlotte.
Lizzie si reca a Minneapolis per tendere un'imboscata a Charlotte in cui avrà facilmente la meglio con un taser. Dopo averla sopraffatta decide di tornare alla Bachoff con Charlotte legata nel bagagliaio della sua auto proponendola ad Anton in cambio della sua permanenza. Quando Charlotte si sveglia viene interrogata da Anton al quale rivela il motivo per cui ha orchestrato il piano per far auto-mutilare Lizzie: tutto nacque quanto vide una foto di Lizzie su una rivista in cui si intravedeva il tatuaggio di una nota musicale sulla sua schiena (un simbolo riservato agli studenti d'élite appartenenti all'accademia dopo il loro indottrinamento, incentrato sull'abuso sessuale e psicologico, che Anton e gli altri insegnanti andavano regolarmente a perpetrare ai loro danni). Anche Charlotte ha ricevuto lo stesso tatuaggio, dopo aver vissuto anni di stupri e torture per mano di Anton e degli altri insegnanti a causa delle note stonate suonata nella "Cappella" della musica, rivelando che il movente non fu la gelosia ma il tentativo di salvare Lizzie facendola allontanare dalla scuola.
Estremamente arrabbiato Anton porta Charlotte nella Cappella dove vuole che si esibisca dinnanzi a lui, a Paloma, a Lizzie, a Theis, a Geoffrey e all'inconsapevole nuova allieva Zhang Li. Dopo esser stata vestita per l'occasione e incatenata alle caviglie le viene richiesto di eseguire un pezzo musicale molto complicato senza fare errori con la promessa che qualora dovesse riuscirci sarà libera di andarsene ma in caso di fallimento a pagarne il prezzo sarebbe Zhang Li (presumibilmente tramite un abuso sessuale della stessa natura di quelli inferti a lei e a Lizzie).
Dopo l'esibizione in cui Charlotte ha commesso un errore, Anton, Paloma e Zhang Li (alla quale, nonostante le premesse, non verrà fatto nulla) lasciano la Cappella e Theis e Geoffrey si avvicinano a Charlotte per prepararsi a violentarla dopo aver bevuto del brandy versato da Lizzie. Quest'ultima si avvicina a Charlotte che minaccia di violentare con l'estremità monca del suo braccio destro quando Theis e Geoffrey, improvvisamente, collassano a terra privi di vita. Lizzie e Charlotte si baciano e viene rivelato che loro due hanno cospirato insieme da dopo l'agguato avvenuto a Minneapolis in cui Charlotte ha fatto rinsavire Lizzie dal lavaggio del cervello di Anton. Tornati nel presente quest'ultimo trova Paloma drogata e pugnalata a morte per poi essere attaccato da Charlotte e Lizzie armate di coltelli da cucina. Nonostante la loro superiorità numerica Anton riesce comunque a sopraffare Charlotte strappandole il coltello per poi, poco prima che Lizzie lo colpisca rendendolo incosciente, mutilarle il braccio sinistro.
In un futuro non meglio specificato Anton, ormai con la bocca e gli occhi cuciti e senza più arti, è adagiato su una poltrona della "Cappella" mentre viene costretto ad ascoltare Charlotte e Lizzie che si esibiscono per lui suonando in simbiosi un singolo violoncello per compensare l'una la mutilazione dell'altra.

## Accoglienza
Sull'aggregatore di recensioni Rotten Tomatoes il film ha ottenuto il 72% di recensioni positive con una media ponderata di 6.58/10. Su Metacritic ha avuto un punteggio medio di 60/100 su una base di 15 critici.
Movieplayer ha dato al film un voto di 3.5/5 lodandone la "struttura anomala" e la cura per la "colonna sonora".

## Colonna sonora
La colonna sonora del film presenta molteplici arrangiamenti classici di Bach, Mozart e Handel insieme ad alcune tracce musicali moderne tra le quali:
1. Jason Zachary Parris, Lestley Renaldo Pierce, Rose Liu – At Least I Still Have You (Rose Liu)
2. Morgan Dorr, Timothy Healy, Glenda Proby – Ready or Not (Gizzle)
3. Johnny Jewel – Let's Make This a Moment to Remember (Chromatics)
4. Jonathan Pakfar – It's On (Deuce Mobb)
5. Courtney Love, Eric Erlandson, Billy Corgan – Petals (Chromatics)